# Pesce-Halbinsel
Die Pesce-Halbinsel ist eine breite und schneebedeckte Halbinsel an der Nordküste der zur westantarktischen Alexander-I.-Insel gehörenden Beethoven-Halbinsel. Sie liegt zwischen dem westlich gelegenen Rameau Inlet sowie dem Verdi Inlet im Osten.
Luftaufnahmen der US-amerikanischen Ronne Antarctic Research Expedition (1947–1948) dienten 1960 dem britischen Geographen Derek Searle vom Falkland Islands Dependencies Survey einer Kartierung. Das Advisory Committee on Antarctic Names benannte sie nach Victor Louis Pesce von der United States Navy, kommandierender Offizier der Flugstaffel VXE-6 von Mai 1980 bis Mai 1981.